# جلغوم
جلغوم قرية سوريّة تتبع إداريّاً لمحافظة حلب منطقة السفيرة ناحية مركز السفيرة، بلغ تعداد سكانها 39 نسمة حسب التعداد السكاني لعام 2004.